# Assembleia Municipal de Ourém
A Assembleia Municipal de Ourém é o órgão autárquico responsável pelo debate e aprovação de projetos municipais, quer propostos pelos partidos, quer pela câmara municipal.

## Descrição Geral
A Assembleia Municipal de Ourém é composta por um total de 34 deputados municipais, sendo 13 destes os presidentes das várias Juntas de Freguesia do Concelho.
As sessões plenárias da Assembleia Municipal de Ourém realizam-se em datas previamente fixadas, no Auditório Cultural dos Paços do Concelho da Câmara Municipal de Ourém.
Das Eleições autárquicas, realizadas em Outubro de 2021, resultou a eleição de 6 deputados para o PS, 26 para a coligação PPD/PSD.CDS-PP, 1 para o Chega e 1 para o MOVE - Movimento Independente de Ourém.

## Assembleia Jovem de Ourém
No seguimento de projetos como o Parlamento dos Jovens, a assembleia municipal, como forma de envolver os jovens no meio político, criou um espaço plenário anual, em articulação com as escolas, onde jovens, eleitos para esse fim, vão debater as suas ideias e propostas de melhoria do concelho. O tema de debate em 2020 foi a arte urbana.